# Yusuke Omi
Yusuke Omi (近江 友介 Ōmi Yūsuke?,  nacido el 26 de diciembre de 1946 en Tokio, Imperio del Japón) es un exfutbolista japonés que se desempeñaba como delantero.
En 1970, Omi jugó 5 veces para la Selección de fútbol de Japón. Omi fue elegido para integrar la selección nacional de Japón para los Juegos Asiáticos de 1970.

## Trayectoria

### Clubes
| Club    | País  | Año         |
| ------- | ----- | ----------- |
| Hitachi | Japón | 1970 - 1974 |

### Selección nacional
| Selección | País  | Año  |
| --------- | ----- | ---- |
| Absoluta  | Japón | 1970 |

## Estadística de equipo nacional
| Selección de Japón | Selección de Japón | Selección de Japón |
| Año                | Part.              | Goles              |
| ------------------ | ------------------ | ------------------ |
| 1970               | 5                  | 1                  |
| Total              | 5                  | 1                  |

## Palmarés

### Títulos nacionales
| Título              | Club    | País  | Año  |
| ------------------- | ------- | ----- | ---- |
| Japan Soccer League | Hitachi | Japón | 1972 |
| Copa del Emperador  | Hitachi | Japón | 1972 |